# Asentamiento minero de San Agustín de Huantajaya
El Asentamiento Minero de San Agustín de Huantajaya fue un poblado que se localizó a 11 km al este de la ciudad de Iquique, en la actual comuna de Alto Hospicio, región de Tarapacá. Este sitio arqueológico e histórico fue uno de los minerales de plata más importantes del sur del Virreinato del Perú.  El poblado de Huantajaya alcanzó un desarrollo urbano bastante importante gracias a la explotación minera durante los siglos XVIII y XIX, sin embargo, a finales del siglo XIX producto de la decadencia de la plata, su población fue abandonando el lugar lentamente hasta quedar completamente abandonado.
Fue declarado Monumento Nacional en la categoría de Monumento Histórico por el Consejo de Monumentos Nacionales de Chile el 12 de agosto de 2020, gracias a su alto valor arqueológico e histórico.

## Historia
El mineral de San Agustín de Huantajaya se ubica sobre la Cordillera de la Costa, cuya edad geológica data de la época jurásica. Los vestigios que aún se encuentran en este antiguo yacimiento de plata, dan cuenta de que Huantajaya fue una mina explotada en distintos períodos, siendo ya trabajada en período Inca, los cuales atribuían esta riqueza mineral un tesoro oculto del Sol. Las evidencias más antiguas de ocupación pertenecen a piezas cerámicas y textiles casi perfectamente conservadas.
Pedro Pizarro menciona a Tarapacá como región con plata en su libro de 1571 Relación del descubrimiento y conquista de los reinos del Perú. Existe una ausencia de cualquier testimonio de explotación de estas minas desde finales del siglo XVI hasta fines del XVII, siendo una de las hipótesis a este hiato el traslado de los extractores hacia Potosí. A esto se suma además, las difíciles condiciones que presentaba el desierto naturalmente para poder explotar el mineral. El principal período de actividad que se registra fue en el siglo XVIII. Durante este tiempo, la cercana ciudad oasis de Pica prosperó como centro de abastecimiento
Con la conquista española, estas tierras pasaron a pertenecer al corregimiento de Arica y después al de Tarapacá (segunda mitad del siglo XVIII). A pesar de que existen diversas versiones sobre su "descubrimiento" después de la ocupación inca, todas las fuentes confirman la existencia de una difícil explotación de estas minas debido a la falta de continuidad de las vetas, sin embargo, una de las características más destacadas de este yacimiento eran los bolsones de mineral (agregados tuberosos) muy ricos donde se extraían las llamadas “papas de plata”. Una de las papas más grandes de este tipo, con un peso de 800 libras, fue desenterrada en 1729 y enviada como regalo al rey de España. La calidad geológica del yacimiento de plata de Huantajaya fue reconocida por el empresario minero contemporáneo Bartolomé Loayza y Valdés como «no de la misma casta que los demás minerales [yacimientos] del Reino». Esta complejidad geológica hizo que la producción de la mina fuera altamente impredecible. Los suministros irregulares de mercurio desde España, necesarios para la recuperación de la plata, fueron otra dificultad que tuvieron que afrontar los mineros del siglo XVIII en Huantajaya.
La existencia de diversos informes sobre la explotación de las minas de Huantajaya durante el siglo XVIII señalan no solo el fin del período de abandono del yacimiento, sino que también coinciden en señalar la riqueza mineral y las dificultades que presentaba esta región para el fomento y trabajo de las minas, principalmente debido a la falta de agua producto de la aridez de la pampa, teniendo que subsistir la actividad productiva de los insumos que le otorgasen los ingenios ubicados en la Pampa del Tamarugal. Si bien hay testimonios que dan cuenta de la existencia de obras de ingeniería hidráulica por parte de los incas, los proyectos coloniales suponían un impacto mucho más profundo, ejemplo claro es de Antonio O'Brien (1765), que buscaban trasladar no solo agua desde las zonas altiplánicas, sino que también generar recursos adicionales como parte del desarrollo de agricultura y el traslado de población para el trabajo de las vetas mineras. Debido a las dificultades financieras y las condiciones geográficas del territorio, este ambicioso plan no pudo llevarse a cabo. Por otra parte, las autoridades españolas regularon la minería obligando a los mineros a registrar su producción en la Real Tesorería de Carangas en el Altiplano. A partir de 1767 se permitió a los mineros registrar su producción en Lima y Potosí. En 1780 se abrió la Caja Real de Arica en la ciudad de Tacna dando a los mineros la posibilidad de registrar su producción en una localidad mucho más cercana.
Durante el siglo XIX, debido a la intensificación de la producción minera en Huantajaya, se hizo cada vez más dificultoso el abastecimiento de sus pobladores, quienes aumentaban constantemente. Debido a que las condiciones naturales no permitían el desarrollo de producción agrícola que permitiera sustentar las necesidades básicas de los trabajadores del sector, la explotación de los yacimientos mineros se vio cada vez más encarecida, elevando así los costos de los rubros necesarios en la minería y abastecimiento de la población, obligando a los mineros a recurrir a grandes centros mineros como Oruro, Potosí y Arequipa.
Luis Risopatrón lo describe en su Diccionario Jeográfico de Chile de 1924:: 6 
Guantajaya (Mineral de) 20° 13' 70° 04'. Descubierto en 1556 por el indio Cucamate, se encontraron en 1758 trozos de plata casi pura i se halla a mas de 1 000 m de altitud, en la cordillera de La Costa, a unos 11 kilómetros al E de la ciudad de Iquique; abre en una formación de base porfídica, con formación calcárea sobrepuesta, en las que las vetas se encuentran ya en la calcárea o ya en la diorita, con una gruesa capa de aluvión que cubre en partes el terreno. No se ha hallado la rejion de las especies sulfuradas, no obstante la profundidad considerable alcanzada por algunas labores; hasta principios del siglo XIX se estimaba su producción en 36 millones de libras esterlinas i en 1884 se emprendieron en él nuevos trabajos de importancia, 1; X, p. 145; 61, 1851, p. ,341; 87, p. 411; i 155, p. 299; i de Huantajaya en 1, VII, p. 14; 63, p. 81 i 102; 126, 1906, p. 510; 141, III, p. 218; i 161, II, p. 292 i 353.

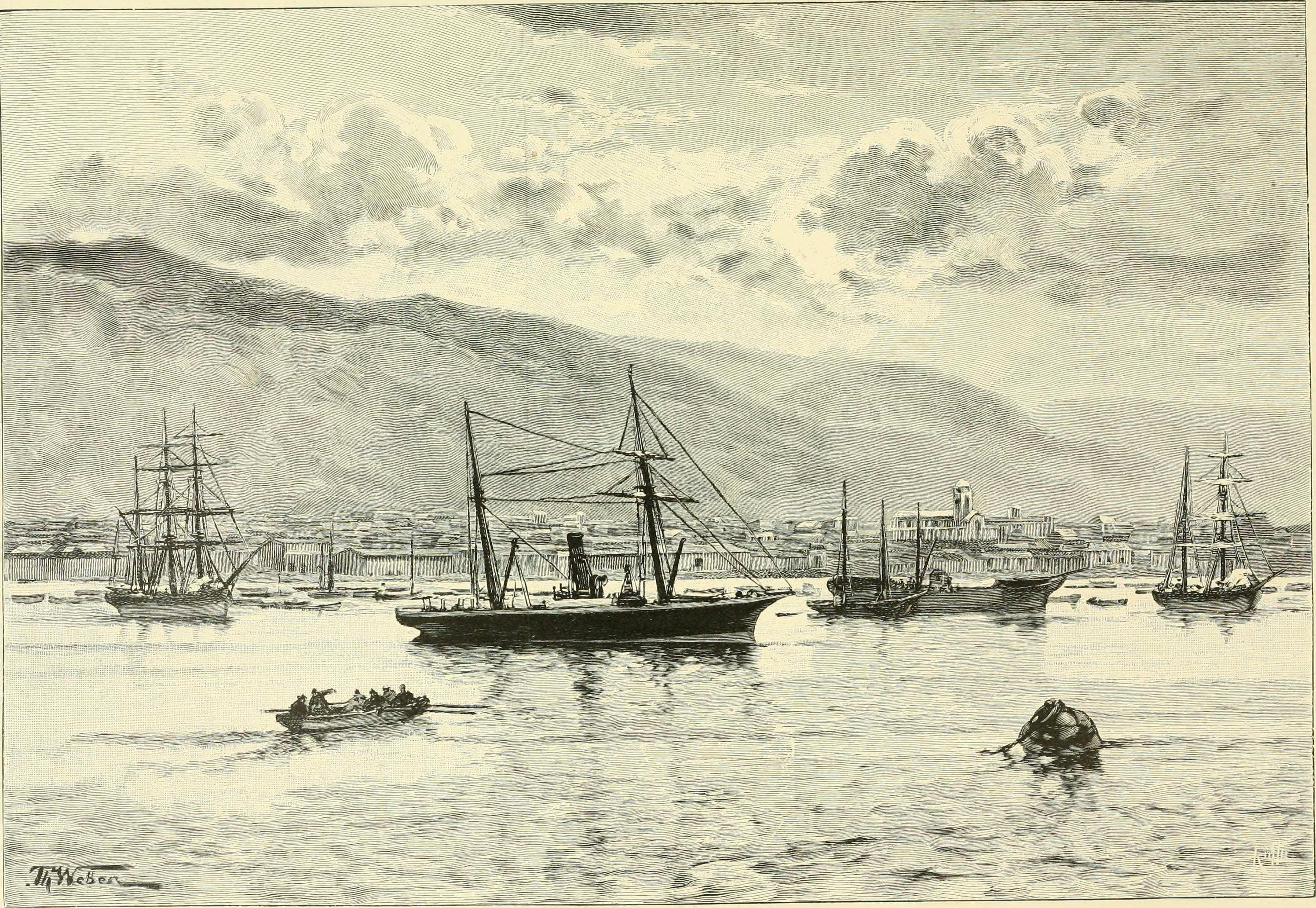
Durante el período colonial, las localidades costeras de la región de Tarapacá crecieron gracias a la producción minera de Huantajaya.

Para Federico Marull (1969) las actividades mineras en la región de Tarapacá fueron las que dieron origen al poblamiento creciente y al desarrollo económico de las comunidades costeras aledañas, así gracias a la explotación de estos yacimientos crecieron las caletas pobladas originalmente solo por changos y mulatos, tales como: Iquique, Caleta Molle; Mejillones del Norte, Junín, Caleta Buena y Pisagua Viejo, las cuales adquirieron vida gracias a su condición de puertos de salida de las riquezas minerales del interior, especialmente del salitre sódico.

## Situación actual
Actualmente, solo permanecen en el sitio los vestigios históricos de la explotación minera, además de las demarcaciones y algunos cimientos de lo que fue el poblado de Huantajaya. En su entorno más cercano se encuentra la localidad de Alto Hospicio, además de la ciudad de Iquique al descender por la Cordillera de la Costa. 
El 12 de agosto de 2020, el pleno del Consejo de Monumentos Nacionales, aprobó por unanimidad la solicitud que declaraba al asentamiento minero San Agustín de Huantajaya como Monumento Histórico. Decisión que fue valorada por diversas autoridades locales y que reconoce el trabajo de dotar de valor e importancia al patrimonio de Alto Hospicio y de la región.